# Fredningsstyrelsen
Fredningsstyrelsen var en dansk myndighed under Miljøministeriet. Styrelsen blev oprettet i 1975 og nedlagt ved udgangen af 1986. De fleste af styrelsens resortområder gik derefter til Planstyrelsen.
I henhold til bekendtgørelse nr. 542 af 27. oktober 1975 administrerede styrelsen lovgivning om naturfredning, farten på Gudenåen, erhvervelse af fast ejendom til fritidsformål, bygningsfredning, kystfredning samt råstofudnyttelse, og det fik administrative beføjelser i henhold til lov om stianlæg i Københavnsegnens grønne områder.
Styrelsen var også sekretariat for Naturfredningsrådet, Akademirådet, Taksationskommissionen vedr. Naturfredning, Det særlige Bygningssyn, Statens Bygningsfredningsfond og (indtil 1978) Fredningsplanudvalget for Københavns,  Frederiksborg  og Roskilde amter. Under Fredningsstyrelsen var ydermere henlagt de amtslige fredningsnævn, Overfredningsnævnet og Danmarks Geologiske Undersøgelse.